# Ministère des Finances (Chypre)
Pour les articles homonymes, voir Ministère des Finances.
Le ministère des Finances est un ministère de la république de Chypre.
Le titulaire actuel est Mákis Keravnós, ministre des Finances dans le gouvernement Christodoulídis.

## Histoire

### Ministre
Depuis le 1er mars 2023, Mákis Keravnós est le ministre des Finances dans le gouvernement Christodoulídis.